# Хуйтен-Оргіл
Хуйтен-Оргіл також Найрамдал (монг. Хүйтэн оргил — «холодна вершина» або раніше монг. Найрамдал оргил — «вершина дружби»; кит.: 友誼峰, піньїнь: Youyi Feng) — найвища точка Монголії, розташована на крайньому заході країни у гірському масиві Таван-Богдо-Ула, який входить до складу Монгольського Алтаю. Висота 4374 м (раніше визначалась як 4356 м).
Назва Хүйтен-Оргіл у перекладі з монгольської означає «холодна вершина», друга назва Найрамдал оргил — «вершина дружби», що символізувало міцні взаємостосунки між СРСР, КНР та МНР.
1989 року вершина отримала сучасну назву, що означає «п'ять святих гір». Існує легенда за якою поруч проїжджав Чингісхан і вражений незвичним світлом від однієї з вершин назвав це місце святим.
Вершина постійно покрита льодом. Звідси починається найбільший монгольський льодовик Потаніна.